# Александрово (Удомельский район)
Александрово — деревня в Удомельском районе Тверской области. Входит в состав Удомельского сельского поселения.

## История
В 1965 г. Указом Президиума ВС РСФСР посёлок при Загорском кирпичном заводе переименован в Александрово.

## Население
| 2008 | 2010 |
| ---- | ---- |
| 16   | ↘7   |